# Dumitru Nicolescu (general)
Dumitru Nicolescu (n. 12 martie 1863 - d. ?) a fost unul dintre ofițerii Armatei României, care a exercitat comanda unor mari unități și unități militare, pe timp de război, în perioada Primului Război Mondial și a operațiilor militare postbelice. 
A îndeplinit funcții de comandant de brigadă și de divizie în campaniile din anii 1916-1919.

## Cariera militară
După absolvirea școlii militare, Dumitru Nicolescu a ocupat diferite poziții în cadrul unităților de artilerie sau în eșaloanele superioare ale armatei, cea mai importantă fiind cea de comandant al Diviziei 1 Vânători.
În perioada Primului Război Mondial a îndeplinit funcțiile de comandant al Diviziei 1 Vânători, distingându-se în mod special în cursul Bătăliei din Valea Jiului, din anul 1916.
În cadrul acțiunilor militare postbelice, a comandat Brigada 1 Vânători, în timpul operației ofensive la vest de Tisa.:p. 333

## Decorații
- Medalia pentru bărbăție și credință (1913)[1]:p. 628